# バラージュ・ベーラ

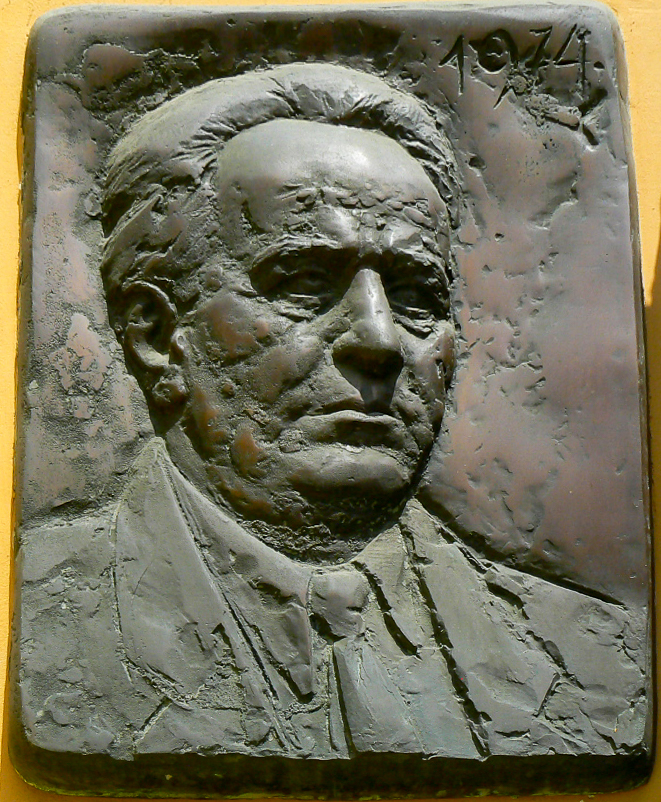
バラージュ・ベーラ
（Sándor Tóthによるブロンズ肖像画）

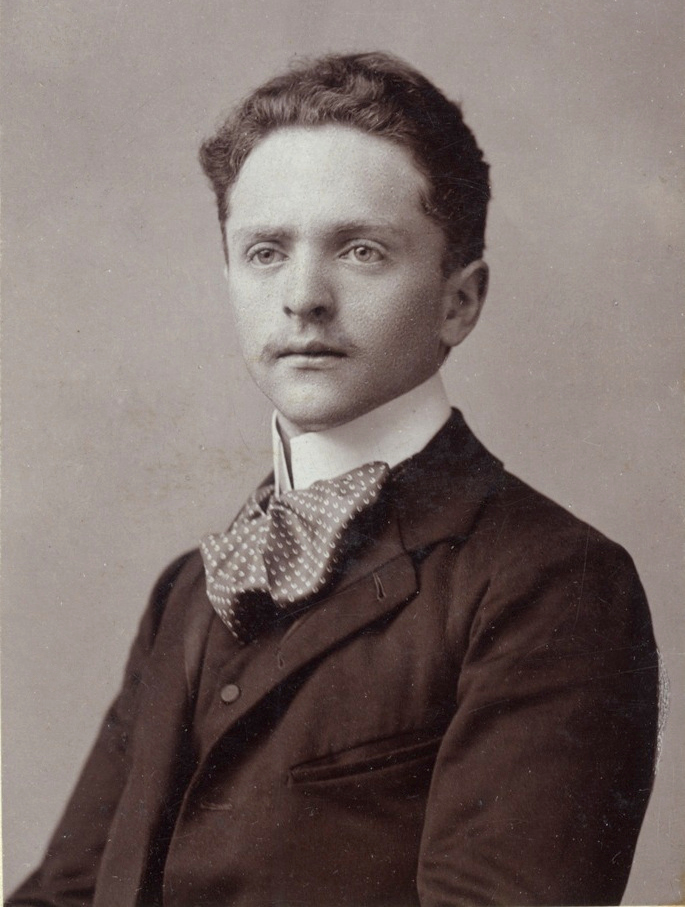
1910年ころのバラージュ。

バラージュ・ベーラ（Balázs Béla, 1884年8月4日 – 1949年5月17日）は、ハンガリーの映画理論家、美学者、作家、詩人。

## 略歴
本名バウエル・ヘルベルト（Bauer Herbert）としてセゲドのユダヤ人の家庭に生まれる。母親はドイツ人で、両親ともに学校教師であった。1912年、アビトゥーアに合格。パイプ清掃のアルバイトをしながら、大学でハンガリー語とドイツ語を専攻。映画に関する最初の著作集Der Sichtbare Mensch（『視覚的人間』; 1924年）は、ドイツで「言語としての映画」理論が成立する契機となった。エイゼンシュテインやプドフキンもまた、この著作に影響を受けた。
映画版『三文オペラ』の脚本も手がけた。
のちに彼はレニ・リーフェンシュタールの最初の映画Das Blaue Licht（『青の光』; 1932年）の脚本を書き、リーフェンシュタールを直接補佐した。
映画としての代表作の一つにValahol Európában（『ヨーロッパの何処かで』; 1947年。米国では1949年にIt happened in Europe『それはヨーロッパで起きた』という題名で公開）がある。
また、彼の幻想的戯曲は『かかし王子』『青髭公の城』として、友人バルトーク・ベーラにより、それぞれバレエとオペラに作曲されている。ルカーチ・ジェルジとも親しかった。
1949年、ハンガリー最高の栄誉であるコシュート賞を受賞。ブダペストで死去。1958年には、映画芸術関連の業績を対象として、彼にちなんでバラージュ賞が設立された。

## 著作（日本語訳のみ）
- 『映画の理論』 佐々木基一訳、学芸書林、のち新版
- 『視覚的人間 - 映画のドラマツルギー』 佐々木基一・高村宏共訳、創樹社、のち岩波文庫
- 『映画の精神』 佐々木基一・高村宏共訳、創樹社
- 『青ひげ公の城　ハンガリー短編集』、徳永康元編訳、恒文社
  - 『ほんとうの空色』『きょうだいの国』『青ひげ公の城』を収録